# Vịnh Đông Cumberland

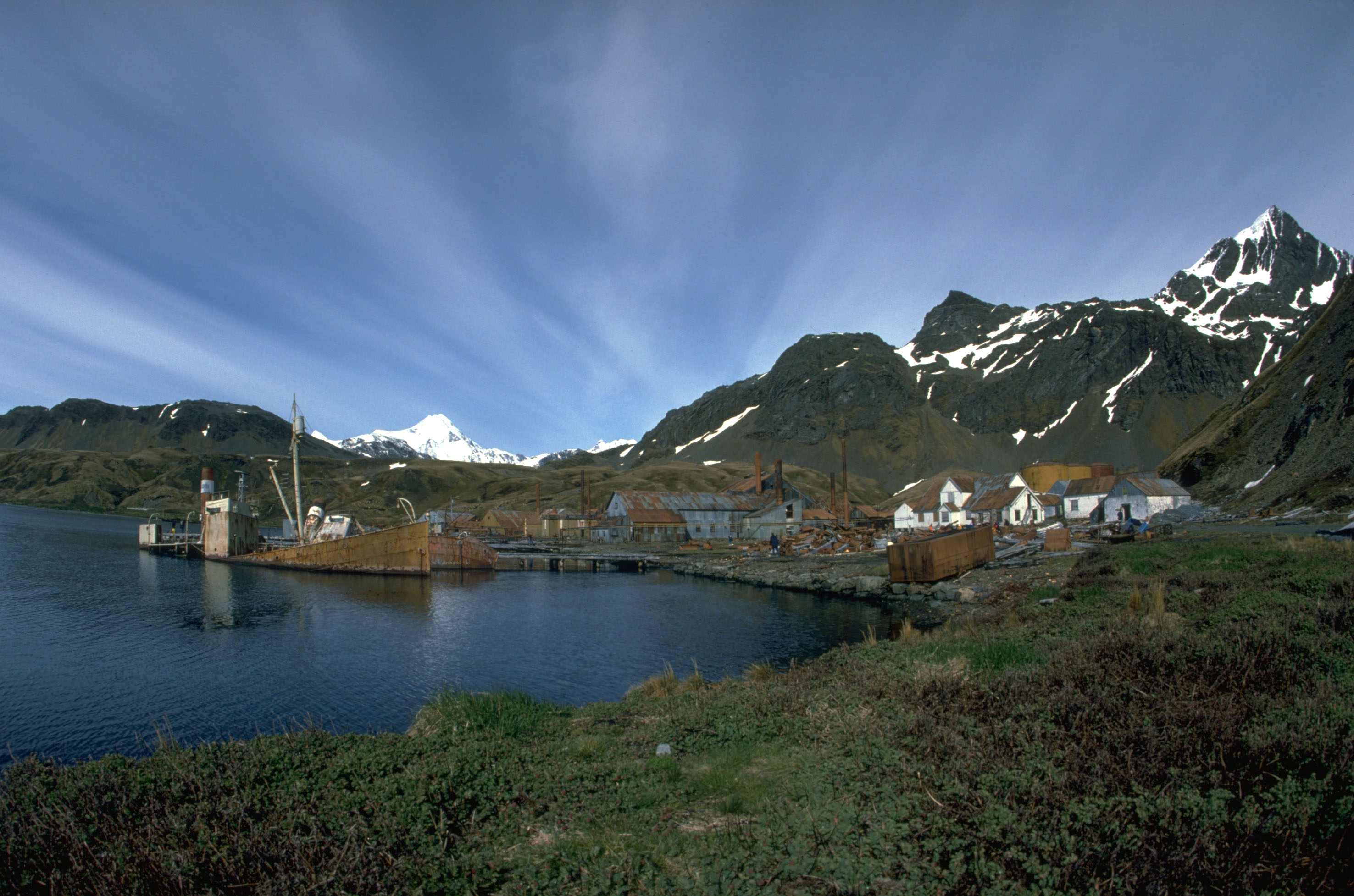
Trạm dừng Grytviken của các tàu đánh bắt cá voi ở Vịnh Đông Cumberland

Đông Cumberland là một cái vịnh nhỏ nằm về phía đông của vịnh Cumberland, Nam Georgia. Nó nằm giữa mũi Sappho và mũi Barff. Lối vào vịnh rộng 4,3 km và mở rộng về phía đông nam lên 13 km. Nó được khảo sát bởi đoàn thám hiểm Nam cực của Thuỵ Điển năm 1901 - 1094 và đặt tên là vịnh Nam (South Bay). Nó được đổi tên thành vịnh Đông Cumberland sau khi nhân viên của Discovery Investigations làm việc tại đây (1926 - 1929), việc đặt tên dựa vào phương hướng của vịnh so với vịnh anh em của nó (vịnh Tây Cumberland). Tên vịnh Đông (East Bay) cũng được sử dụng để chỉ cho cái vịnh này trong thời gian đó.
Trong năm 1951 - 1952, dưới cuộc khảo sát của Ủy ban về Địa danh Nam Cực của Anh (UK-APC), đề nghị tên của vịnh là Cumberland East Bay (vịnh Đông Cumberland) và các tên khác bị từ chối sử dụng, và cái tên vịnh Đông Cumberland được sử dụng chính thức trên truyền thông, giáo dục cho đến ngày nay. Quyết định này nhăm mục đích tránh nhằm lẩn với một cái vịnh khác cũng nằm ở Nam Georgia tên East Bay (Vịnh Đông).

## Trích nguồn
- ^ Bicheno, Hugh (2006) Razor's Edge: The Unofficial History of the Falklands War. London. Weidenfield & Nicholson. ISBN 978-0-7538-2186-2